# Neomonodes bertha
Neomonodes bertha är en fjärilsart som beskrevs av William Schaus 1898. Neomonodes bertha ingår i släktet Neomonodes och familjen nattflyn. Inga underarter finns listade i Catalogue of Life.